# Ternivka
Ternivka (em ucraniano:  Тернівка) é uma cidade da Ucrânia, situada no Oblast de Dnipropetrovsk. Tem 18 km² de área e sua população em 2020 foi estimada em 27.635 habitantes.